# 吳念真
吳念真（1952年8月5日—），本名吳文欽，筆名念真，臺灣影視導演、編劇、演員、作家、廣告人、作詞人及藝術監督。1952年8月出生於新北市瑞芳區猴硐大粗坑（九份附近），父親入贅，身為長子的吳念真，過繼母系，從母親的家姓。現任新境界文教基金會董事之一，中華民國快樂學習協會名譽理事長。是首位三金（金馬獎、金曲獎、金鐘獎）全滿貫得主。

## 生平

### 早年生活
1952年7月29日為吳念真的真實出生日，1952年8月5日則是吳念真身分證上所記載的出生日（早期台灣很多人認為，如果向公家申報小孩夭折，會使家中不吉，因此大多會等到一兩個禮拜後才去報戶口；如果夭折，就乾脆不報了。但逾期申報會受罰，只好推遲小孩的出生日）。
1967年吳念真念完侯硐國小，因成績優異，考上第一志願的省立基隆中學初中部。初中畢業那年，因父親挖礦時被壓斷腿，身為長子的吳念真只好輟學打工以幫補家計。他到臺北某診所擔任藥劑員，第一個月薪金只有300元台幣。他白天上班，晚上讀書，在延平中學補校完成高中學業。23歲，他服完兵役後念大學，在輔仁大學夜間部修讀會計系，讀會計主要原因是較容易找工作。

### 小說創作
1976年吳念真退伍後，開始從事小說創作，並進入輔仁大學夜間部會計系，白天則擔任臺北市立療養院圖書館管理員。其小說多以描繪社會中下階層人民的生活為主，頗受好評，曾連續三年獲得聯合報小說獎，並獲得第十屆吳濁流文學獎。

### 影劇工作
1978年，吳念真開始接觸劇本創作。1980年，吳念真進入中央電影公司（中影）擔任編審，並在期間與時任中影製片企劃部副理兼企劃組長的作家小野結識成為好友，一起合作推動台灣新浪潮電影運動。
吳念真說，到中影工作前，很多朋友勸他何必到黨國色彩濃厚的單位做事。但他認為解嚴前台灣小說受到檢查，當時寫小說沒什麼用，應該用影像影響老百姓。
1989年，吳念真離開中影，擔任自由編劇。近年來吳念真轉向廣告業擔任廣告導演，拍攝許多膾炙人口的廣告片，也在舞臺劇方面多所活耀，擔任綠光劇團編劇及藝術監督。另外，以吳念真親自充當廣告主角的廣告頗受好評，近年來他曾擔任多部廣告的演員，也為不少廣告擔任配音員的工作。
1997年，吳念真以企業性廣告獲得第32屆金鐘獎，正式成為台灣史上第一位榮獲金馬、金鐘、金曲（三金）得主（原著劇本獎、最佳資訊節目類主持人、最佳方言作詞人獎）。
2005年起，吳念真在台灣公共電視主持訪談節目《這些人 那些人》，介紹臺灣各階層人物的奮鬥小故事。現任「吳念真企劃製作有限公司」董事長，並為臺北藝術大學與靜宜大學電影創作研究所之兼任教授。

## 爭議事件

### 對拆帳與分工的不滿事件
- 朱天心對《悲情城市》中與朱天文合作的共同編劇吳念真頗有微詞，在其著作《三十三年夢》中以「礦子」之名稱呼吳念真，並透露對拆帳與分工的不滿：

礦工之子與天文同掛編劇，實則工作狀態是天文與侯子日日談劇本一整年，最後一星期交給礦子填上生動口語之閩南語。侯子疼愛礦子，且一直以為礦子真像他自己愛說的那樣窮窘，便將劇本費四六分（女生不需養家故少些），兩人合掛名。是故我每見礦子記者會或訪談中大談「我當初構想……」、「我的理念……」、「我覺得台灣人……」，我覺得他真好意思……礦子早就不是礦工後代的生活了，就像我們後來老愛把三級貧戶之子掛口上的另一名台灣之子，他們都不窮很久了。那之前一年，我們同行去義大利貝沙洛影展時，一路上我已深深見識他對名牌的嫻熟與不手軟。 
 —  朱天心，《三十三年夢》

### 臺灣餿水油事件
- 2014年10月8日，吳念真因10幾年前曾代言清香油廣告而遭受餿水油事件波及，被記者以「要不要道歉」的採訪方式不斷追問吳念真，使吳念真反過來問這位記者：「你爸爸媽媽把你教成這種態度的人，你爸爸媽媽要不要負責？」[8]

### 政治評論
- 蔡正元影射“吳某真”「挺英批馬」：馬英九執政時，說“天天罵政府才是民主”；蔡英文執政時，說“台灣最不需要的就是批評”——他回應“可以讓你們得到一點滿足的話，那....開心就好”[9]。

### 全聯侵犯肖像權
- 導演吳念真在臉書發文，質疑全聯福利中心未經同意、擅自取用他的照片大打端午節廣告。

## 導演作品

### 電影
- 1994年—《多桑》：獲得義大利都靈影展最佳影片獎；希臘鐵撒隆尼卡影展銀牌獎、費比西獎、最佳男演員獎；新加坡影展評審團獎。
- 1996年—《太平．天國》：義大利威尼斯影展正式競賽片
- 2011年—《10+10》中的〈有家小店叫永久〉(短片)：2012年德國柏林影展「電影大觀」單元

### 電視劇
- 2020年—《孟婆客棧》：改編自唐美雲歌仔戲《孟婆客棧》，與柯一正、吳定謙、李中共同執導，唐美雲擔任製作人。

### 紀錄片
- 2004年—《台灣生態探索》：吳在此片擔任中文配音的工作。此片介紹台灣在颱風與地震擾動之下，自然與人文的狀況為主題，將台灣生態作本土化深度關懷，並將67種台灣特稀有生物一一展現。
- 2004年—《阿祖的兒子》：紀錄台灣近來漸漸增多的隔代教養問題。
- 2007年—《天光》

### 舞台劇
- 2001年—綠光劇團—《人間條件—滿足心中缺憾的幸福快感》
- 2001年—綠光劇團—《青春小鳥》
- 2006年2月—綠光劇團—《人間條件2—她和她生命中的男人們》：主題為「向台灣女性致敬」。
- 2007年12月—綠光劇團—《人間條件3—台北上午零時》
- 2009年5月—綠光劇團—《人間條件4—一樣的月光》
- 2010年10月—綠光劇團—《清明時節》
- 2012年9月—綠光劇團—《人間條件5─男性本是漂泊心情》
- 2013年3月—綠光劇團—《單身溫度》
- 2014年3月—綠光劇團—《八月，在我家》
- 2014年10月—綠光劇團—《人間條件6－未來的主人翁》：對下一代的抱歉，或者替下一代講講他們的壓力。
- 2021年8月—綠光劇團—《人間條件7－我是一片雲》：向辛勤的台灣女性致敬，也呈現台灣的經濟發展與生活歷史。
- 2023年9月—綠光劇團—《人間條件8－凡人歌》[10]
- 2024年5月—綠光劇團—《押解 - 菜鳥警察 vs 老扒手》

## 監製作品
- 2000年—《純屬意外》
- 2004年—《台灣百合》（電視劇），臺灣電視
- 2005年—《偵探物語》（電視劇），公共電視
- 2023年—《本日公休》

## 創作作品

### 電影劇本
- 1979年—《香火》（吳念真創作的第一本劇本）
- 1979年—《拒絕聯考的小子》
- 1980年—《不妥協的一代》
- 1980年—《年輕人的心聲》
- 1980年—《西風的故鄉》
- 1980年—《明天只有我》
- 1981年—《同班同學》
- 1981年—《吾家有女初長成》
- 1981年—《男女合班》
- 1981年—《飛越補習班》
- 1981年—《歡喜冤家》
- 1982年—《慧眼識英雄》
- 1982年—《誰是無業遊民》
- 1982年—《老師，斯卡也答》
- 1982年—
- 1982年—《四年二班》
- 1982年—《大遠景》
- 1982年—《苦戀》
- 1982年—《動員令》
- 1982年—《超級勇士》
- 1982年—《三個問題女學生》
- 1982年—《畢業班》
- 1982年—《血濺歸鄉路》
- 1982年—《光陰的故事》
- 1983年—《又見阿Q》
- 1983年—《台上台下》
- 1983年—《兒子的大玩偶》
- 1983年—《海灘的一天》
- 1983年—《出外人》
- 1983年—《搭錯車》
- 1983年—《天下第一》
- 1984年—《在室男》
- 1984年—《老莫的第二個春天》
- 1984年—《殺夫》
- 1984年—《小爸爸的天空》
- 1984年—《頑皮男生俏女生》
- 1984年—《北南西東》
- 1984年—《霧裡的笛聲》
- 1984年—《戰爭前夕》
- 1985年—《慈悲的滋味》
- 1985年—《國四英雄傳》
- 1985年—《台北神話》
- 1985年—《八番坑口的新娘》
- 1985年—《舞女》
- 1985年—《校園檔案》
- 1985年—《打鬼救夫》
- 1986年—《戀戀風塵》
- 1987年—《芳草碧連天》
- 1987年—《期待你長大》
- 1987年—《桂花巷》
- 1988年—《老師，有問題》
- 1988年—《老科的最後一個秋天》
- 1988年—《海峽兩岸》
- 1988年—《大頭仔》
- 1988年—《落山風》
- 1989年—《悲情城市》
- 1989年—《風雨操場》
- 1989年—《魯冰花》
- 1990年—《兄弟珍重》
- 1990年—《客途秋恨》
- 1990年—《沒有太陽的日子》
- 1990年—《上海假期》
- 1991年—《極道追踪》
- 1991年—《情定威尼斯》
- 1992年—《無言的山丘》
- 1992年—《阿呆》
- 1993年—《戲夢人生》
- 1994年—《多桑》
- 1994年—《阿祿開講，拍案驚奇一神仙妖》
- 1996年—《號角響起》
- 1996年—《太平．天國》
- 1998年—《俠盜正傳》

### 舞臺劇劇本
- 2001年—《人間條件—滿足心中缺憾的幸福快感》
- 2001年—《青春小鳥》
- 2006年2月—《人間條件2—她和她生命中的男人們》
- 2007年12月—《人間條件3：台北上午零時》
- 2009年5月—《人間條件4：一樣的月光》
- 2010年10月—《台灣文學劇場:清明時節》
- 2013年3月—《台灣文學劇場:單身溫度》
- 2012年《人間條件5：男性本是漂泊心情》
- 2014年《人間條件6：未來的主人翁》
- 2015年－與李明澤共編《臺灣文學劇場：押解菜鳥警察老扒手》
- 2016年《當你轉身之後》
- 2018年《再會吧 北投！》
- 2021年《人間條件7：我是一片雲》
- 2023年9月《人間條件8：凡人歌》

## 出版作品

### 書籍
| 年份   | 書名                              | 出版社                   | ISBN               |
| ------ | --------------------------------- | ------------------------ | ------------------ |
| 1977年 | 《抓住一個春天》                  | 聯經出版，臺北           | ISBN 9570802251    |
| 1978年 | 《邊秋一雁聲》                    | 遠景出版社，臺北         | ISBN               |
| 1988年 | 《特別的一天》                    | 遠流出版社，臺北         | ISBN 9573250721    |
| 1994年 | 《多桑：吳念真電影劇本》          | 麥田出版，臺北           | ISBN 9577081827    |
| 1996年 | 《尋找〈太平．天國〉》            | 麥田出版，臺北           | ISBN 9577084265    |
| 1999年 | 《針線盒》                        | 旺角出版社，臺北         | ISBN 9578213166    |
| 1997年 | 《台灣念真情之尋找台灣角落》      | 麥田出版，臺北           | ISBN 9577085083    |
| 1998年 | 《台灣念真情之這些地方這些人》    | 麥田出版，臺北           | ISBN 957708642X    |
| 2000年 | 《臺北歐吉桑:吳念真v.s.E世代》    | 千禧國際文化出版社，臺北 | ISBN 9573077205    |
| 2001年 | 《臺灣頭家》                      | 非凡出版社，臺北         | ISBN 9579178747    |
| 2002年 | 《臺灣念真情》                    | 麥田出版，臺北           | ISBN 9574698513    |
| 2003年 | 《八歲一個人去旅行》              | 遠流出版社，臺北         | ISBN 957324909X    |
| 2005年 | 《921紀念繪本：鞦韆、鞦韆飛起來》 | 遠流出版社，臺北         | ISBN 9573254115    |
| 2010年 | 《這些人，那些事》                | 圓神出版社，臺北         | ISBN 9789861333458 |
| 2019年 | 《念念時光真味》                  | 圓神出版社，臺北         | ISBN 9789861336770 |
| 2023年 | 《抓住一個春天》(再版)            | 聯經出版，臺北           | ISBN 9789570869767 |

## 主持作品

### 電視節目
- 1995年—《台灣念真情》，TVBS頻道
- 2005年—《這些人、那些人》，公視
- 2020年—《真世代》，公視

## 演出作品

### 電影
- 1983年—《海灘的一天》
- 1984年—《小爸爸的天空》
- 1984年—《我愛瑪麗》
- 1985年—《最想念的季節》
- 1985年—《青梅竹馬》
- 1987年—《尼羅河女兒》
- 1989年—《悲情城市》
- 1996年—《太平．天國》
- 1996年—《麻將》
- 2000年—《純屬意外》
- 2000年—《一一》
- 2000年—《愛殺》
- 2007年—《練習曲》
- 2012年—《看見台灣》旁白
- 2013年—《總鋪師》 飾演 憨人師
- 2013年—《看見台灣》（旁白）
- 2014年—《山豬溫泉》
- 2015年—《老鷹想飛》（國語旁白）
- 2016年—《黑白》
- 2016年—《我的蛋男情人》
- 2023年 《守護黑面琵鷺》（旁白）

### 電視劇
- 2001年—  台視  《流氓教授》
- 2005年— 公視  《偵探物語》
- 2009年— 台視、三立  《那一年的幸福時光》
- 2015年— 台視 《幸福不二家》

### 舞台劇
- 2006年2月—《人間條件2：她和她生命中的男人們》飾演葬儀社工作人員。飾演咖啡廳服務生。飾演選舉助選員。
- 2007年—《人間條件3：台北上午零時》飾演水電工。
- 2009年—《人間條件4：一樣的月光》飾演清潔公司主管-俊男。
- 2010年—《清明時節》飾演冰果室老闆。
- 2014年—《人間條件六－未來的主人翁》飾演父親。

### 音樂錄影帶
- 2016年 兄弟本色X吳念真〈秘密基地〉
- 2019年 滅火器〈十二月的妳〉

## 音樂作品

### 歌詞
- 1983年—熱線你和我 - 收錄於劉文正「太陽一樣」專輯
- 1983年—一樣的月光 - 收錄於蘇芮「一樣的月光」專輯
- 1984年—是不是這樣 - 收錄於蘇芮「驀然回首」專輯
- 1986年—8又二分之一—收錄於李壽全「8又二分之一」專輯
- 1987年—巡行 - 收錄於齊秦「狼Ⅱ」專輯
- 1987年—桂花巷 - 收錄於潘越雲「桂花巷」專輯
- 1988年—別問阮的名 - 收錄於楊宗憲「楊宗憲台語金曲1」專輯
- 1989年—等待明天 - 收錄於庾澄慶「讓我一次愛個夠」專輯
- 1992年—夏天的代誌 - 收錄於金城武「分手的夜裡」專輯
- 1992年—天涯總有相會時 - 收錄於楊宗憲「誰人甲我比」專輯
- 1992年—爸爸親像山 - 收錄於楊宗憲「誰人甲我比」專輯
- 1992年—戲棚腳 - 收錄於楊宗憲「偷偷愛著你」專輯
- 2000年—夢前塵 - 收錄於江蕙「我愛過」專輯
- 2013年—天燈 - 收錄於林俊逸「禮物」專輯
- 2023年—同款 - 《本日公休》電影主題曲

### 單曲
- 2016年 兄弟本色X吳念真〈秘密基地〉

## 獲獎及榮譽

### 金曲獎
| 年份   | 頒獎典禮    | 獎項                 | 歌曲       | 結果 |
| ------ | ----------- | -------------------- | ---------- | ---- |
| 1993年 | 第5屆金曲獎 | 最佳方言歌曲作詞人獎 | 《戲棚腳》 | 獲獎 |

### 新加坡影展
| 年份   | 頒獎典禮   | 獎項     | 影片     | 結果 |
| ------ | ---------- | -------- | -------- | ---- |
| 1994年 | 新加坡影展 | 評審團獎 | 《多桑》 | 獲獎 |

### 金鐘獎
| 年份   | 頒獎典禮     | 獎項                 | 節目                           | 結果 |
| ------ | ------------ | -------------------- | ------------------------------ | ---- |
| 1997年 | 第32屆金鐘獎 | 企業類廣告獎         | 《台灣之美關懷鄉土系列》－TVBS | 獲獎 |
| 2006年 | 第41屆金鐘獎 | 最佳資訊節目類主持人 | 《這些人、那些人》－公共電視   | 獲獎 |

### 金鼎獎
| 年份   | 頒獎典禮     | 獎項                      | 文學                                    | 結果 |
| ------ | ------------ | ------------------------- | --------------------------------------- | ---- |
| 2004年 | 第28屆金鼎獎 | 兒童及少年圖書類─圖畫書類 | 《台灣真少年系列3：八歲，一個人去旅行》 | 獲獎 |

### 金馬獎
| 年份   | 頒獎典禮     | 獎項             | 作品                         | 結果 |
| ------ | ------------ | ---------------- | ---------------------------- | ---- |
| 1981年 | 第18屆金馬獎 | 最佳原著劇本     | 《同班同學》                 | 獲獎 |
| 1983年 | 第20屆金馬獎 | 最佳改編劇本     | 《兒子的大玩偶》             | 提名 |
| 1983年 | 第20屆金馬獎 | 最佳原著劇本     | 《海灘的一天》               | 提名 |
| 1984年 | 第21屆金馬獎 | 最佳原著劇本     | 《老莫的第二個春天》         | 獲獎 |
| 1986年 | 第23屆金馬獎 | 最佳改編劇本     | 《父子關係》                 | 獲獎 |
| 1987年 | 第24屆金馬獎 | 最佳電影插曲     | 《桂花巷》                   | 獲獎 |
| 1987年 | 第24屆金馬獎 | 最佳原著劇本     | 《芳草碧連天》               | 提名 |
| 1988年 | 第25屆金馬獎 | 最佳原著劇本     | 《海峽兩岸》                 | 提名 |
| 1989年 | 第26屆金馬獎 | 最佳原著劇本     | 《悲情城市》                 | 提名 |
| 1990年 | 第27屆金馬獎 | 最佳原著劇本     | 《客途秋恨》                 | 獲獎 |
| 1992年 | 第29屆金馬獎 | 最佳原著劇本     | 《無言的山丘》               | 獲獎 |
| 1994年 | 第31屆金馬獎 | 最佳原著劇本     | 《多桑》                     | 提名 |
| 2023年 | 第60屆金馬獎 | 最佳原創電影歌曲 | 〈同款〉（作詞）《本日公休》 | 獲獎 |

### 香港電影金像獎
| 年份   | 頒獎典禮             | 獎項     | 影片         | 結果 |
| ------ | -------------------- | -------- | ------------ | ---- |
| 1991年 | 第10屆香港電影金像獎 | 最佳編劇 | 《客途秋恨》 | 提名 |

### 希臘鐵撒隆尼卡影展
| 年份   | 頒獎典禮           | 獎項     | 影片     | 結果 |
| ------ | ------------------ | -------- | -------- | ---- |
| 1994年 | 希臘鐵撒隆尼卡影展 | 銀牌獎   | 《多桑》 | 獲獎 |
| 1994年 | 希臘鐵撒隆尼卡影展 | 費比西獎 | 《多桑》 | 獲獎 |

### 義大利都靈影展
| 年份   | 頒獎典禮             | 獎項       | 影片     | 結果 |
| ------ | -------------------- | ---------- | -------- | ---- |
| 1994年 | 第12屆義大利都靈影展 | 最佳影片獎 | 《多桑》 | 獲獎 |

### 行政院文化獎
| 年份   | 頒獎典禮           | 結果 |
| ------ | ------------------ | ---- |
| 2017年 | 第37屆行政院文化獎 | 獲獎 |

### 臺北戲劇獎
| 年份   | 頒獎典禮        | 獎項       | 作品           | 結果 |
| ------ | --------------- | ---------- | -------------- | ---- |
| 2025年 | 第1屆臺北戲劇獎 | 最佳編劇獎 | 《人間條件一》 | 提名 |

## 個人生活
吳念真父親連清科來自嘉義縣民雄，16歲時北上至瑞芳台陽礦業公司的鍊金工廠當小工，並在21歲時成為正職的金礦工人。談及父親後來如何與母親相識、成婚，吳念真回憶道：
他（父親）發現工廠裡有一個年長的女工幾乎每天以淚洗面，於是善意地問人家出了什麼事，那婦人說她兒子在山上工作時中暑死了，十六歲，跟他一樣大。我爸說：「妳不要傷心啦，不然……我給妳當兒子。」從此我爸進了人家家門，當了別人的兒子。

爸爸二十一歲那年成了正式的礦工，人家從貢寮山上找來一個孤女當養女，再以招贅的方式和我爸結婚以延續這一家的香火。這個孤女，也就是後來的我媽，當時才十五歲。
1990年，父親因不堪礦務遺留的肺塵病長年纏身，自醫院跳樓輕生。他的一生後來成為吳念真創作《多桑》的藍本，主角也承襲了他的姓名。2004年，母親也因為骨癌病逝。
吳念真是家中長子，有四名兄弟姐妹，母親在他之前原還育有一胎，卻未滿四月就夭折，讓母親自此對照顧孩子戰戰兢兢。其弟連碧東也是影視工作者，曾出演1995年的電影《熱帶魚》。2001年10月25日，連碧東疑因巨額股票虧損，被發現在九份山區引汽車廢氣身亡；據電影界熟識的好友回憶，此前連碧東已不僅一次疑似有尋短念頭。2005年4月2日，長期患有憂鬱症的妹妹連翠萍疑因被詐騙五萬元，燒炭輕生。吳念真後來坦言，至親相繼撒手人寰對他造成非常大的打擊，需長期靠藥物療癒喪親之痛。2007年。吳念真將得知連碧東輕生的經過，以及對胞弟的情感，以微型小說的體例寫成了〈遺書〉一文。